# Bandera Ayuntamiento de Navia
La Bandera Ayuntamiento de Navia es una competición de remo (traineras) que se ha venido celebrando con diferentes formatos y de forma intermitente desde 2005 en Navia (Asturias).

## Historia
La primera edición de la regata (llamada Contrarreloj de Navia) se celebró el año 2005, contando con la participación de dos traineras asturianas (Castropol y Luanco) y cuatro gallegas (A Cabana, Ares, As Xubias y Perillo). La regata se hizo en formato de contrarreloj y resultó ganadora Ares.
Tras no disputarse la prueba en 2006, las dos siguientes ediciones sufrieron un cambio de nombre, pasando a llamarse la competición Descenso de Navia. Los ganadores fueron Perillo y Esteirana.
De nuevo la prueba sufre un parón en 2009 y cambia de nombre en el 2010, pasando a ser la Bandera Ayuntamiento de Navia, con el triunfo de Vilaxoán.

## Palmarés
| Edición | Año  | Ganador      | Segundo   | Tercero  |
| I       | 2005 | Ares         | Perillo   | A Cabana |
| ***     | 2006 | no disputada | nd        | nd       |
| II      | 2007 | Perillo      | Castropol | A Cabana |
| III     | 2008 | Esteirana    | As Xubias | Perillo  |
| ***     | 2009 | no disputada | nd        | nd       |
| IV      | 2010 | Villajuán    | Perillo   | A Cabana |
| V       | 2011 | A Cabana     | Rianjo    | Perillo  |